# Union luxembourgeoise des consommateurs
L'Union luxembourgeoise des consommateurs abrége en ULC, est une association sans but lucratif qui a pour objet social la protection, la défense, l'information et l'éducation des consommateurs luxembourgeois. En tant qu'organisation représentative, elle représente également les consommateurs auprès des instances publiques et politiques. À côté des cotisations annuelles réglées par les membres adhérents, l'ULC a signé une convention avec l'État luxembourgeois sur base de laquelle elle touche une aide financière annuelle en contrepartie de l'exécution d'un certain nombre de tâches en faveur des consommateurs lui confiées par le ministère de l'Agriculture, de la Viticulture et de la Protection des consommateurs.